# Lennoxville
Lennoxville – jedna z sześciu dzielnic miasta Sherbrooke. Obejmuje obszar włączonego do Sherbrooke w 2002 roku miasta Lennoxville. Jest oficjalnie dwujęzyczna (mimo że samo Sherbrooke nie jest), 45,3% ludności mówi po francusku, a 45,1% po angielsku. 
Jest to ważny ośrodek mniejszości anglojęzycznej w Kantonach Wschodnich, siedziba jedynego uniwersytetu anglojęzycznego w Quebecu poza Montrealem (gdzie znajdują się dwa, McGill i dwujęzyczna Concordia), Bishop’s University.
Lennoxville jest podzielone na 2 dystrykty:
- Uplands
- Fairview.